# Alen Smailagić
Alen Smailagić (Belgrado, 18 de agosto de 2000) é um basquetebolista profissional sérvio, que joga pelo time Golden State Warriors da National Basketball Association (NBA).